# Немирово (Московская область)
Немирово — деревня сельского поселения Волковское Рузского района Московской области. Численность постоянно проживающего населения — 14 человек на 2006 год. До 2006 года Немирово входило в состав Покровского сельского округа.
Деревня расположена на севере района, примерно в 22 километрах севернее Рузы, на безымянном правом притоке реки Хабня (приток Озерны). Ближайшие населённые пункты — деревни Пупки — в 1,2 км на северо-восток и Самошкино — 1 км на юго-восток, высота центра над уровнем моря 261 м.
До 1939 года — центр Немировского сельсовета.